# Mohammed Fayez
Mohammed Fayez Subait Khalifa Al Alawi (Umm al-Qaywayn, 6 ottobre 1989) è un ex calciatore emiratino, di ruolo difensore.

## Carriera

### Club
Tra il 2010 ed il 2021 ha giocato complessivamente 103 partite nella prima divisione emiratina con la maglia dell'Al-Ain, unico club professionistico in cui ha giocato, con il quale oltre a conquistare vari trofei a livello nazionale ha anche giocato in totale 36 partite in AFC Champions League e, nel 2018, 3 partite nel Mondiale per Club.

### Nazionale
Nel 2009 ha partecipato ai Mondiali Under-20.
Tra il 2008 ed il 2016 ha giocato complessivamente 13 partite con la nazionale maggiore emiratina.

## Palmarès

### Club

#### Competizioni nazionali
- Campionato emiratino: 4

Al-Ain: 2011-2012, 2012-2013, 2014-2015, 2017-2018
- Coppa del Presidente degli Emirati Arabi Uniti: 2

Al-Ain: 2013-2014, 2017-2018
- Supercoppa degli Emirati Arabi Uniti: 2

Al-Ain: 2012, 2015